# Hydrellia caledonica
Hydrellia caledonica är en tvåvingeart som beskrevs av Collin 1966. Hydrellia caledonica ingår i släktet Hydrellia och familjen vattenflugor. Inga underarter finns listade i Catalogue of Life.